# Etna Kontrabande
Etna Kontrabande – zespół muzyczny założony w 1999 przez wokalistę Jarosława Jarasa Pacanka (autora tekstów, muzyki i wideoklipów grupy). Grają muzykę reggae z elementami rocka, ska, muzyki elektronicznej.
Zespół koncertował na wielu scenach polskich i zagranicznych m.in.   Pol'and'rock Festiwal (Polska),  United Island of Prague (Czechy), One Love (Wielka Brytania), Colours of Ostrava (Czechy), Ostróda Reggae Festiwal (Polska), Besada u Big Bitu (Czechy), Musik Frei Machen (Niemcy).
Grupa ma na koncie 4 albumy i kilka singli. 

## Skład
Aktualny skład zespołu:
- Jarosław „Jaras” Pacanek - wokal, gitara
- Łukasz „Golas” Godlewski - wokal, sampler
- Marcin "Siekier" Siekierka -  bas
- Agnieszka Kozieł-Pacanek – wokal, instrumenty klawiszowe
- Piotr  „Turbin” Urbanowicz - saksofon
- Adam „Moto” Jankowski - puzon
- Piotr Brajewski– perkusja
- Marcin "Kruko" Krukowski - gitara

## Dyskografia
- Na Syjon (2000)
- W kierunku słońca (2004)
- Polityczna Ganja (2007)
- Stylem dowolnym (2015)

Single:
- Każdy zbiera życia łan (2016)
- Ogień płonie (2017)
-  Kingston (2018)